# 阿努伊河

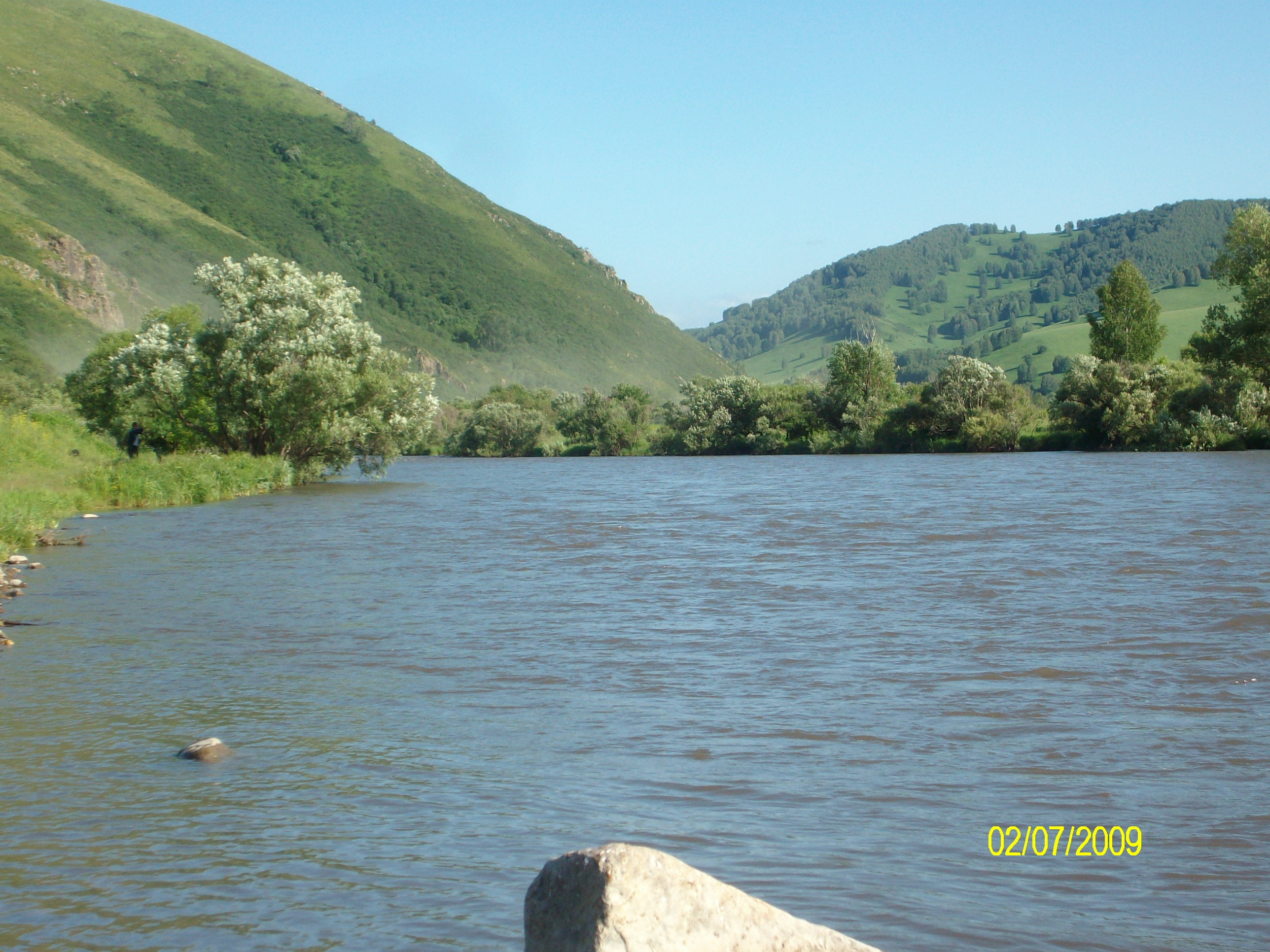
阿努伊河

阿努伊河（俄语：Ануй）是俄羅斯西伯利亞的河流，位於阿爾泰共和國和阿尔泰边疆区，屬於鄂畢河的左支流，河道全長327公里，由黑阿努伊河和白阿努伊河組成，流域面積6,930平方公里。
阿努伊河在海拔250米處從阿爾泰山脈離開，往東北方向在比斯克附近海拔150米處流入鄂畢河，河道不能讓船隻行，而每年11月至4月時河流會結冰。

## 外部連結
- Anuy （页面存档备份，存于） in the Great Soviet Encyclopedia